# Felice Figliucci
Felice Figliucci (in latino Felix Filliucius; Siena, 4 maggio 1518 – Firenze, 20 ottobre 1595) è stato un umanista, filosofo e teologo italiano.
Partecipò al Concilio di Trento, durante il quale pronunciò un'orazione in latino.

## Vita
Nato a Siena intorno all'anno 1525, completò gli studi filosofici a Padova e, per qualche tempo, fu al servizio del cardinale del Monte, destinato a diventare papa Giulio III nel 1550. Dopo aver vissuto le piacevolezze mondane della corte, Figliucci entrò, nel 1551, nel convento domenicano di Firenze, dove assunse il nome di Alessio.
Nonostante fosse rinomato come oratore, poeta e profondo conoscitore del greco, il suo nome non è menzionato in opere sul Rinascimento come Die Wiederbelebung des classischen Alterthums di Georg Voigt o Il Seicento di Antonio Belloni.

## Opere
Figliucci scrisse opere in italiano e traduzioni dal greco. Esse includono:
- Felice Figliucci, Il Fedro, ovvero del bello, Roma, 1544. URL consultato il 26 maggio 2019.
- Delle divine lettere del gran Marsilio Ficino, Venezia, 1548
- Felice Figliucci, Le undici Filippiche di Demostene con una Lettera di Filippo agli Ateniesi. Dichiarate in lingua Toscana, Roma, Appresso Vincenzo Valgrisi, 1550. URL consultato il 26 maggio 2019.
- Della Filosofia morale d'Aristotile, Roma, 1551
- Felice Figliucci, Della Politica, ovvero Scienza civile secondo la dottrina d'Aristotile, libri VIII scritti in modo di dialogo, Venezia, Gio. Battista Somascho, 1583. URL consultato il 26 maggio 2019.

Tradusse in italiano il Catechismo latino del Concilio di Trento (Catechismo, cioè istruzione secondo il decreto del Concilio di Trento, 1567), più volte ristampato.